# Jug Bogdanovac
Jug Bogdanovac es un pueblo ubicado en la municipalidad de Merošina, en el distrito de Nišava, Serbia.

## Superficie
Posee una superficie de 5,515 kilómetros cuadrados.

## Demografía
Hasta 2011 la población era de 493 habitantes, con una densidad de población de 89,38 habitantes por kilómetro cuadrado.